# Nikita Stalnov
Nikita Stalnov, tot 2015 Nikita Oemerbekov (Russisch: Никита Серикович Умербеков/Стальнов), (Astana, 14 september 1991) is een Kazachs voormalig wielrenner.

## Carrière
In 2010 won Stalnov, die toen nog Oemerbekov heette, het tweede deel van de tweede etappe in de Vuelta Independencia Nacional, door Luis Fernando Sepúlveda te verslaan in een sprint-à-deux. Twee jaar later behaalde hij zijn eerste profoverwinning door de tweede etappe van de Tropicale Amissa Bongo op zijn naam te schrijven.
In 2015 werd Stalnov zesde in de Ronde van Almaty, die voor de derde maal op rij werd gewonnen door Aleksej Loetsenko. Eerder dat seizoen had hij het bergklassement van de Ronde van Oost-Bohemen gewonnen. Door onder meer een derde plaats op het nationale kampioenschap tijdrijden in 2016 bood Astana hem een profcontract, waardoor hij in 2017 prof werd.

## Overwinningen
2010
2e etappe deel B Vuelta Independencia Nacional
2012
2e etappe Tropicale Amissa Bongo
Jongerenklassement Tropicale Amissa Bongo
Bergklassement Ronde van Bulgarije
2015
Bergklassement Ronde van Oost-Bohemen

## Resultaten in voornaamste wedstrijden
| Jaar | Ronde van Italië | Ronde van Frankrijk | Ronde van Spanje |
| ---- | ---------------- | ------------------- | ---------------- |
| 2017 |                  |                     | 145e             |
| 2018 |                  |                     | 104e             |
| 2019 |                  |                     |                  |
| 2020 |                  |                     |                  |
| 2021 |                  |                     |                  |

| Jaar | Gent-Wevelgem | Ronde van Vlaanderen | Amstel Gold Race | Luik-Bast.‑Luik | Ronde van Lombardije | Waalse Pijl |  | WK op de weg |  | Wereldranglijsten |
| ---- | ------------- | -------------------- | ---------------- | --------------- | -------------------- | ----------- |  | ------------ |  | ----------------- |
| 2017 |               |                      | 116e             | opgave          |                      | 93e         |  |              |  | 387e (UWT)        |
| 2018 |               |                      |                  |                 | opgave               |             |  | opgave       |  |                   |
| 2019 |               |                      |                  |                 |                      |             |  |              |  |                   |
| 2020 | opgave        |                      |                  |                 |                      |             |  |              |  |                   |
| 2021 |               | opgave               |                  |                 |                      |             |  |              |  |                   |

## Ploegen
- 2012 –  Continental Team Astana
- 2013 –  Continental Team Astana
- 2015 –  Seven Rivers Cycling Team (vanaf 1-8)
- 2016 –  Astana City
- 2017 –  Astana Pro Team
- 2018 –  Astana Pro Team
- 2019 –  Astana Pro Team
- 2020 –  Astana Pro Team
- 2021 –  Astana-Premier Tech

Axmetov · Gackïy · Galejev · Koelimbetov · Koezmin · Lwşşenko · Miraliev · Natarov · Nikitin · Panassenko · Satlikov · Stalnov · Şteyn · Tsjsjerbinin · Tsoj · Zjoemakan
Aru · Bilbao · Bïjigitov · Breschel · Cataldo · De Vreese · Fominykh · Fuglsang · Gatto · Groezdev · Hansen · Hryvko · Kamışev · Kangert · Korsæth · Loetsenko · López · Minali · Moser · Qojatajev · Sánchez · Scarponi · Stalnov · Tiralongo · Tlewbajev · Tsjernetski · Valgren · Zacharov · Zejts · Gïdïç (stagiair) · Lauk (stagiair)
Bilbao · Bïjigitov · Cataldo · Cort · De Vreese · Fominykh · Fraile · Fuglsang · Gatto · Gïdïç · Groezdev · Hansen · Hirt · Houle · Hryvko · Kangert · Korsæth · Loetsenko · López · Minali · Moser · Qojatajev · Sánchez · Stalnov · Tlewbajev · Tsjernetski · Valgren · Villella · Zacharov · Zejts
Ballerini · Bilbao · Bïjigitov · Boaro · Bohórquez · Cataldo · Contreras · Cort · De Vreese · Fominykh · Fraile · Fuglsang · Gïdïç · Gregaard · Groezdev · Hirt · Houle · G. Izagirre · J. Izagirre · Kudus · Loetsenko · López · Natarov · Sánchez · Stalnov · Villella · Zacharov · Zejts
Aranburu · Bïjigitov · Boaro · Bohórquez · Contreras · De Vreese · Felline · Fominykh · Fraile · Fuglsang · Gïdïç · Gregaard · Groezdev · Houle · G. Izagirre · J. Izagirre · Kudus · Loetsenko · López · Martinelli · Natarov · Pronskïÿ · Rodríguez · Sánchez · Stalnov · Tejada · Vlasov · Zacharov
Aranburu · Battistella · Boaro · Broesenski · Contreras · de Bod · Fjodorov · Felline · Fraile · Fuglsang · Gïdïç · Gregaard · Groezdev · Houle · G. Izagirre · J. Izagirre · Kudus · Loetsenko · Martinelli · Natarov · Perry · Piccolo tot 31 mei · Pronskïÿ · Rodríguez · Romo · Sánchez · Sobrero · Stalnov · Tejada · Vlasov · Zacharov